# Рожаївка
Рожа́ївка —  село в Україні, в Полтавському районі Полтавської області. Населення становить 9 осіб. Орган місцевого самоврядування — Абазівська сільська рада.

## Географія
Село Рожаївка знаходиться на лівому березі річки Полузір'я, нижче за течією на відстані 1,5 км розташоване село Васьки, на протилежному березі - село Карпусі. По селу протікає пересихаючий струмок з загатою.

## Історія
12 червня 2020 року, відповідно до розпорядження Кабінету Міністрів України № 721-р «Про визначення адміністративних центрів та затвердження територій територіальних громад Полтавської області», село увійшло до складу Полтавської міської громади.
19 липня 2020 року, в результаті адміністративно - територіальної реформи та ліквідації Полтавського району (1925—2020), село увійшло до складу новоутвореного Полтавського району.